# P・J・ブラウン
コリアー・ブラウン・ジュニア(Collier Brown Jr. 1969年10月14日-)は、アメリカ合衆国・ミシガン州デトロイト出身、ルイジアナ州ニューオーリンズ育ちの元バスケットボール選手。身長211cm。体重108kg。ポジションはパワーフォワード、センター。名前のP.J.はピーナッツバター＆ジャムの意味である。

## 経歴

### 大学時代
ルイジアナ工科大学に4年間在籍。121試合に出場、平均10.1得点、8.4リバウンドの成績を残した。ブロックショット241回は大学歴代2位、リバウンド1017回は歴代5位の記録であった。

### NBA
1992年のNBAドラフトで2順目29位指名をニュージャージー・ネッツから受ける。しかし、そのシーズンはギリシャリーグでプレー。平均17.0得点、13.3リバウンド、3.2ブロックの成績を残した。
1993年-1994年シーズンにネッツと契約しNBA入りを果たす。ルーキーシーズンから79試合に出場、そのうち先発で54試合プレー。その年のNBAルーキーチャレンジにも参加した。
ネッツでは3シーズンプレー、1995年-1996年シーズンには81試合すべてに先発出場を果たし、平均11.3得点、6.9リバウンド、1.2ブロックの成績を残した。
1996年-1997年シーズン開幕前、フリーエージェントとなっていたブラウンはマイアミ・ヒートと契約。移籍後すぐにスターターに定着する。同シーズン、チームはティム・ハーダウェイ、アロンゾ・モーニングがチームを牽引し、61勝をマーク。イースタンカンファレンスファイナルまで進出。ブラウンもオールディフェンシブセカンドチームに選出されるなどチームに貢献した。1997年のプレーオフ対ニックス戦ではニックスに1勝3敗とリードされた第5戦マッチアップしていたチャーリー・ウォードを投げ飛ばした。この時、ヒートのベンチにいた選手は1人も立ち上がらなかったが、ニックスのベンチにいたパトリック・ユーイング、ラリー・ジョンソン、アラン・ヒューストン、ジョン・スタークスはベンチを立ち上がってしまった。これに対するリーグの処分はブラウンは2試合出場停止、ニックスの4選手はそれぞれ第6戦と第7戦に2人ずつ分けられて出場停止となった。主力選手の出場停止の影響もありこのシリーズはヒートが3連勝し、4勝3敗で勝ち上がった。
その後1999年-2000年シーズンまでヒートでプレー。ブラウンが在籍中、ヒートはプレーオフに進出していたものの、カンファレンスファイナル以上に進出することはできなかった。ブラウンは98-99シーズンに自身初の全試合に出場（このときNBAはロックアウトに突入、シーズンは50試合に短縮された）、キャリア最高の平均11.4得点の記録、2度目のオールディフェンシブセカンドチームに選出されるなど、選手としての評価を高めていった。
2000年-2001年シーズン開幕前、ヒートとシャーロット・ホーネッツ（現ニューオーリンズ・ペリカンズ）の間でとトレードを敢行。ヒートから5人、ホーネッツから4人の選手が放出された。ここでもブラウンはスターターの座を確保。01-02シーズンには自身最高の平均9.8リバウンドを記録、3回目のオールディフェンシブセカンドチームに選出された。
2006年-2007年シーズン開幕前、ホーネッツとシカゴ・ブルズのトレードで移籍することとなり、6年間在籍したホーネッツに別れを告げた。ブルズではベン・ウォレス、タイラス・トーマスらのサポートに回り、ルーキーイヤー以来の低調な成績に終わる。シーズン終了後フリーエージェントとなったが、ブルズと再契約はしなかった。
2007年-2008年シーズンが開幕してもどのチームとも契約は結ばれなかった。2008年2月27日に怪我人が続出していたセルティックスと契約。ケビン・ガーネット、ポール・ピアース、レイ・アレンらビッグ3の影からディフェンスを支えた。38歳のベテランは自身初のチャンピオンリングを獲得した。
シーズン終了後、現役引退を表明した。

## プレイスタイル
主にディフェンスを得意とするブルーワーカータイプ。ドラフト下位指名でNBA入りし、オフェンス能力に欠しい彼が、15年以上にも渡り現役を続けていられた事が、いかにディフェンスで重宝されているかを物語っている。現在まで3度のオールディフェンシブセカンドチームに選出されている。
インサイドの選手にしてはフィールドゴール成功率が低いが、ミドルレンジのシュートを多用するスタイルも多少影響しているようだ。ビッグマンが苦手とするフリースローも80％に迫る高確率で決めることができる。